# La Ronde (Vivy)
Pour les articles homonymes, voir La Ronde.
La Ronde est un lieu-dit situé sur le territoire de la commune de Vivy près de Saumur en Maine-et-Loire. Important carrefour routier aujourd'hui, La Ronde est un ancien fief. 
Le lieu est repérable de loin compte tenu l'éolienne Bollée et de la monumentale statue équestre Artcheval.

## Localisation
Le carrefour de La Ronde est situé immédiatement au sud de l'autoroute A85 (Angers-Vierzon) et communique avec la sortie 3 (Saumur) de cette autoroute grâce à un pont et à un autre rond-point situé immédiatement au Nord. Ce complexe routier met en liaison avec l'autoroute le centre de Saumur et la Rocade Ouest de Saumur.
Il est situé à 6 km du centre de Saumur et à 3 km de Vivy. Un restaurant y est situé. C'est ce lieu qui a été choisi en 2005 pour l'espace d'accueil de l'office de tourisme du Saumurois. C'est en effet la porte principale d'accès routier à Saumur si on vient du Nord, de l'Est ou de l'Ouest.
De La Ronde, on accède à Angers via l'A85, à Tours et Vierzon via l'A85, à Saumur via la RD347, à Longué-Jumelles et Angers via la RD347, à Bourgueil et Tours via la RD10 et à Vernantes via la RD767.

## L'éolienne
De fer et de fonte, l'éolienne Bollée au centre du rond-point provient du château de Salvert, situé à proxilité à Neuillé où elle assura longtemps l'approvisionnement d'eau au XIXe siècle,.
Elle fut sauvée de la casse par Jacques Demion, un vétusien passionné. Il ne reste en France qu'une douzaine d'éoliennes de ce type, représentatif d'une des étapes essentielles de la métallurgie. L'éolienne évoque ici l'alliance du vent, de l'eau et de la végétation, symbole de la vallée de l'Authion dont elle ouvre les portes.
Démontée en 1996, elle a été sablée puis repeinte. L'ensemble pèse environ sept tonnes et demi et mesure 21 mètres de haut.

## La statueArtcheval
En surplomb de l’autoroute, la statue équestre « Artcheval », œuvre du sculpteur Christian Renonciat est la plus grande sculpture équestre du monde.
Réalisée en 1997-1998, elle mesure 12 mètres de haut, 15 mètres de long et 3 mètres de large. Réalisée avec un assemblage de tubes métalliques, la statue est un peu le nouvel emblème de Saumur, capitale du cheval et de l’équitation. Le sculpteur en évoque la modernité : « Quand on passe devant cette sculpture en voiture, elle donne l’impression d’une image informatique en trois dimensions »,.
Le salon d'art équestre de Saumur a été rebaptisé AR(T)CHEVAL en hommage à cette sculpture monumentale.

## Ancien fief
Une « maison de maître » construite au XVIIe siècle et en partie dénaturée par des transformations au XXe siècle et située à La Ronde est inscrite à l'Inventaire général du patrimoine culturel de la France.